# Joker (kort)

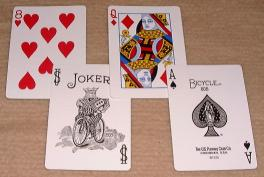
Typiska moderna spelkort.

Joker är ett specialkort i en kortlek, oftast symboliserad av en narrfigur, och som används i vissa kortspel. Den vanligaste förekommande kortleken är den fransk-engelska kortleken bestående av 52 spelkort och där Jokern uppfanns i USA som ett extrakort 1857 för spelet Euchre. Detta baserades på att en del kortlekar hade ett reklamkort eller reservkort för borttappade kort som man fick idén att ta med i spelet. Joker är engelsk stavning av det franska uttalet av Euchre.
Ett kortspel kan innehålla flera stycken jokrar, de tillhör inte någon färg och har inte någon fastslagen rangordning, dess funktion varierar från spel till spel. Jokern används normalt som ersättning för vilket annat spelkort som helst när spelet går ut på att bygga vissa kombinationer av kort som, till exempel, i Poker eller Canasta.
De flesta kortspel spelas dock utan joker och den räknas inte som tillhörande standardkortleken.